# Генріх фон Дінклаге
Генріх фон Дінклаге (*Heinrich von Dincklage, д/н —28 жовтня 1296) — 18-й магістр Лівонського ордену в 1294—1296 роках.

## Життєпис
Походив з вестфальського шляхетського роду Дінклаге з регіону Фехта, васалів графів Калвелаге. Народився в родинному замку Дінглаге. Початок кар'єри в Лівонському ордені невідомий.
1294 року стає новим очільником Лівонського ордену. Невдовзі змусив Бернгарда II, дерптського єпископа, визнати зверхність Ордену. Також домовлено, що орденські загони будуть розміщенні у прикордонних фортецях єпископства для захисту від нападів загонів Псковської республіки. Помер 1296 року. Новим очільником став Бруно.